# Chad Letts
Chad Letts (20 december 2000) is een Jamaicaanse voetballer die geboren is in de Verenigde Staten. Letts is een spits die speelt voor Union Sint-Gillis.

## Clubcarrière
Letts groeide op in de Verenigde Staten, toch speelde hij voor de U17 van Jamaica. In de jeugd speelde hij bij de academies van Philadelphia Union en Atlanta United. In januari 2019 maakte hij de oversteek naar Europa, waar hij voor de Belgische tweedeklasser Union Sint-Gillis tekende. Op 17 mei 2019 mocht Letts tijdens de laatste wedstrijd van het seizoen invallen voor rechtsback Federico Vega tegen SV Zulte Waregem. Union ging in dit slotoffensief met drie achterin spelen en wisselde Letts erin voor aanvallende steun. Het bracht niets meer op, want de wedstrijd eindigde op 2-1, dezelfde score als voor de invalbeurt van Letts. 